# Björn Casapietra
Björn Herbert Fritz Roberto Kegel Casapietra (* 18. Februar 1970 in Genua, Italien) ist ein deutscher Opernsänger (Tenor), Moderator und Schauspieler.

## Leben

### Ausbildung und Karriere als Sänger
Björn Casapietra wurde als Sohn des  Dirigenten Herbert Kegel († 1990) und der italienischen Sopranistin Celestina Casapietra geboren und wuchs in der Berliner Siedlung Rauchfangswerder auf. Er ist der Halbbruder von Uwe Hassbecker, dem Gitarristen der Band Silly. Casapietra war „DDR-Bürger mit weiterer Staatsbürgerschaft“.
Nach seinem Schulabschluss 1986 und dem Versuch, mehrere Berufe wie Beleuchter oder Wirtschaftskaufmann zu erlernen, entschloss sich Casapietra für die künstlerische Laufbahn. Seine Gesangsausbildung absolvierte er an der Hochschule für Musik Hanns Eisler Berlin und bei Kammersänger Ruggiero Orofino in Mailand.
Konzerte führten ihn unter anderem mehrfach zu den Elblandfestspielen Wittenberge (wo er auch gemeinsam mit seiner Mutter Celestina Casapietra auftrat) sowie zum Classic Open Air am Berliner Gendarmenmarkt, wo er als Sänger und Moderator mitwirkte. Seit 2004 unternimmt er Konzerttourneen durch ganz Deutschland. Partner und Gäste waren unter anderem seine Mutter Celestina Casapietra, die britische Sopranistin Olivia Safe, die Konzertpianistin/Sängerin Sibylle Briner und der Gitarrist Uwe Hassbecker.
Als Tenor veröffentlichte er 2000 sein Debüt-Album Casapietra. Zwei Jahre danach folgte das Album Silent Passion und 2004 die DVD Across Europe. Das Album Meines Herzens Wahrheit ist betont klassisch, vielseitig Verführung, und in Celtic Prayer zeigt Casapietra, neben modernen Weltsongs, seine musikalische Liebe zur keltischen Tradition.

### Schauspieler, Moderator und Journalist
Größere Bekanntheit als Schauspieler erlangte Casapietra durch seine Rolle als Armin Franke in der RTL-Serie Unter uns sowie durch die ARD-Serie St. Angela und die Titelrolle in der ZDF-Serie Nicht ohne meinen Anwalt. Von 2002 bis 2004 moderierte er das wöchentliche ZDF Sonntagskonzert sowie das Festival der Sieger für die ARD.
Seit 2016 ist Casapietra auch journalistisch und als Autor tätig. Seine Reportagen handeln meist von der Spurensuche nach jüdischem Leben in seiner Heimatstadt Berlin.

## Soziales und gesellschaftliches Engagement
Casapietra unterstützte seit 2002 aktiv im Rahmen seiner Konzerte das Kinderhospiz Bärenherz, zuletzt 2019. Er engagiert sich für allgemeinnützige und karitative Projekte und sang u. a. im Wiesbadener Kurhaus für die Organisation Blindenhund und 2012 zum zweiten Mal für die HOPE-Gala im Schauspielhaus Dresden zur Bekämpfung von AIDS.

## Diskografie
CD
- Casapietra (Koch Classics; 2000)
- Silent Passion (BMG Classic/RCA Victor; 2002)
- Meines Herzens Wahrheit (Ariola; 2006)
- Verführung (Ariola/Sony BMG; 2007)
- Die Galanacht der deutschen Startenöre. Mit Erkan Aki, Volker Bengl, Die Jungen Tenöre, Johannes Kalpers, Orchester Rondo Vienna, Leitung: Barbara Helfgott (Koch Universal Music; 2008)
- Celtic Prayer (Ariola; 2010)
- Un Amore Italiano (Heart of Berlin; 2015)

DVD
- Silent Passion Across Europe (2004)

## Filmografie (Auswahl)
- 1994–1996: Unter uns (Fernsehserie)
- 1996: St. Angela (Fernsehserie)
- 1996: Sylvias Bauch
- 1996: Das Urteil
- 1997: Der Kopp
- 1998: Rosamunde Pilcher – Melodie der Herzen
- 1999: Evelyn Hamann Special
- 1999: Dr. Stefan Frank – Der Arzt, dem die Frauen vertrauen – Abgestürzt
- 1999: Der Ermittler (Fernsehserie)
- 1999: Die Gefesselten
- 2000: Samt und Seide
- 2000: Ein Fall für zwei
- 2000: Wolffs Revier (Fernsehserie)
- 2001: Nicht ohne meinen Anwalt (Fernsehserie)
- 2001: Ein Fall für zwei (Fernsehserie)
- 2001: Das Traumschiff (Fernsehreihe)
- 2002: Der Bulle von Tölz: Mord mit Applaus
- 2002: Utta Danella – Der blaue Vogel
- 2002: SOKO 5113 (Fernsehserie)
- 2002: Nicht ohne meinen Anwalt
- 2003: Der Dolch des Batu Khan
- 2003: Das Traumschiff – Südsee (Fernsehreihe)
- 2004: Wolffs Revier (Fernsehserie)
- 2005: Auf den Spuren der Vergangenheit
- 2005: Rosamunde Pilcher – Zauber der Liebe (Summer Solstice) (ZDF)
- 2006: Die Zeit, die man Leben nennt
- 2006: Ein starkes Team – Sippenhaft (Fernsehserie)
- 2007: Siebenstein (Fernsehserie)
- 2007: Ein Fall für zwei (Fernsehserie)
- 2009: Da kommt Kalle (Fernsehserie)
- 2010: Forsthaus Falkenau (Fernsehserie)
- 2011: SOKO Stuttgart (Fernsehserie, Folge Wer einmal lügt)
- 2011: Die Rosenheim-Cops (Fernsehserie, Folge Der Fall Stockl)
- 2012: Kreuzfahrt ins Glück (Fernsehreihe)
- 2014: In aller Freundschaft (Fernsehserie)